# Caroline Watts

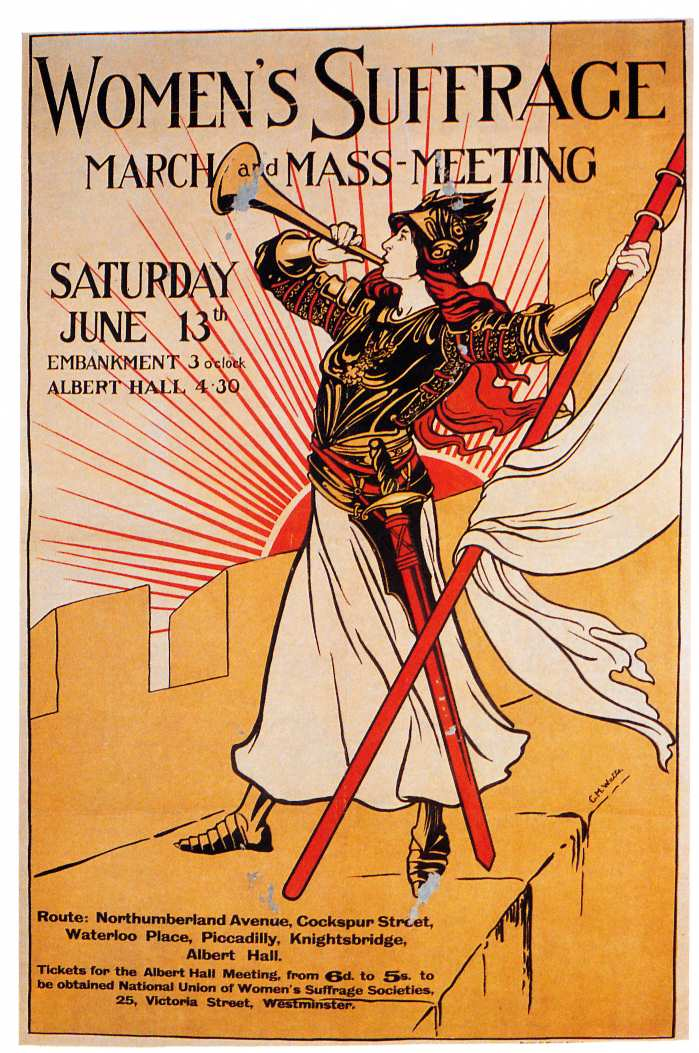
The Bugler Girl (1908)

Caroline Marsh Watts (1868–1919) fue una pintora británica. Nació en Handsworth, ahora parte de Birmingham, y murió en Colehill en Dorset.

## Biografía

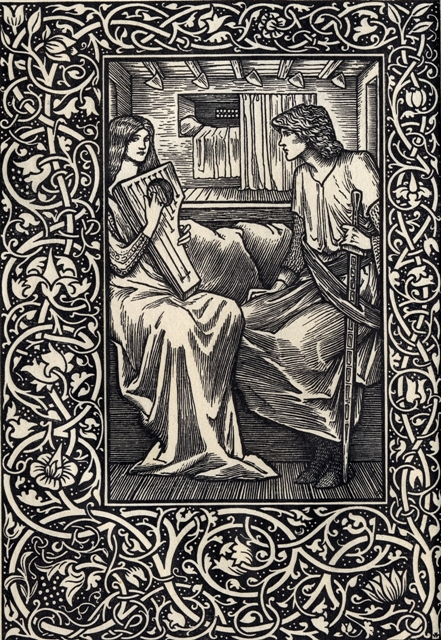
Tristan amd Inseult (1902)

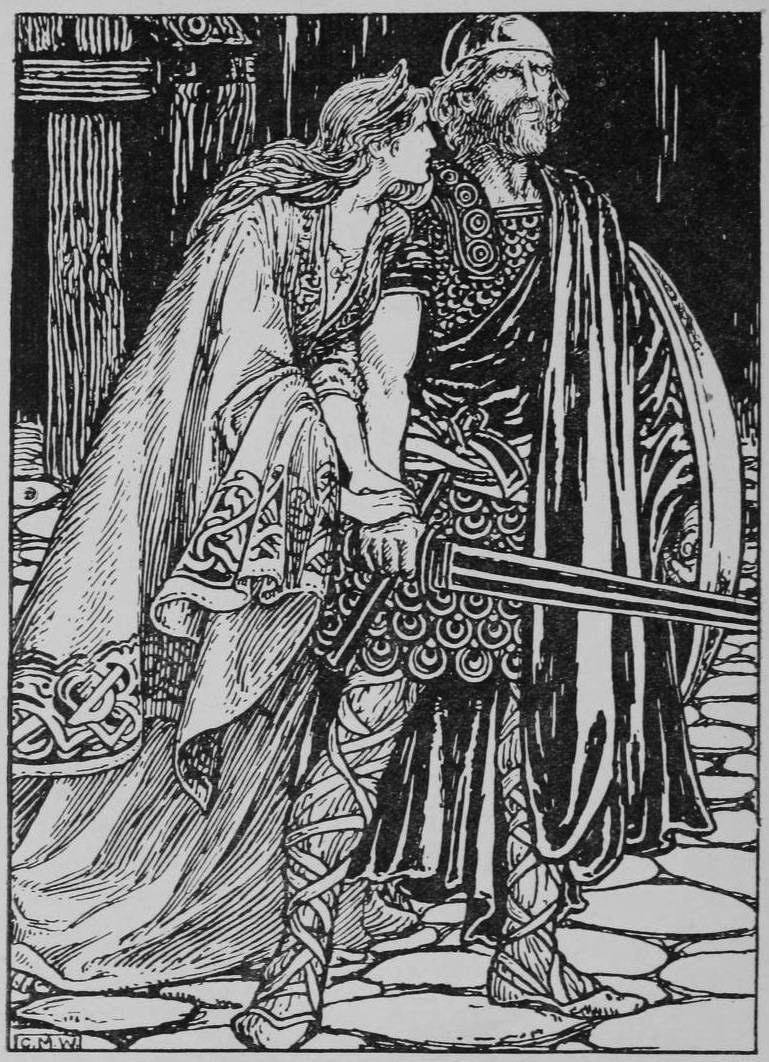
El cortejo de Ferb (1902)

Caroline Watts era la hija menor de Robert Watts, un fabricante de botones en Handsworth hasta el año 1891, cuando se retiró y se mudó a St Margarets en el área de Twickenham con sus hijos menores. Caroline estudió en la Slade School of Fine Art de Londres. Tras la muerte de su padre en 1894, Watts y su hermana Mary se mudaron a Pimlico. En el censo de 1901, las hermanas declararon que la ocupación de Mary era compiladora de índices, mientras que Caroline trabajaba como pintora.

## Carrera
Sus primeras ilustraciones se remontan a ser dibujadas a partir de 1899. Algunos representan la leyenda del Rey Arturo, mientras que otras fueron dibujadas para varias novelas históricas escritas por Jessie Weston y publicadas por Alfred Nutt. Tras la muerte de Nutt, su esposa ML Nutt, una activista comprometida por los derechos de las mujeres, se hizo cargo de la editorial. Bajo su vigilancia, se publicaron varias obras de sufragistas. Por lo tanto, se supone que ella puso a Watts en contacto con las activistas por los derechos de las mujeres. 
En 1908, Watts creó el póster promocional de la Liga de Sufragio de Artistas, The Bugler Girl, para las manifestaciones de junio de la Unión Nacional de Sociedades de Sufragio. Posteriormente, el motivo se convirtió en el logotipo del periódico sufragista y se copió con frecuencia. También fue prestado para el movimiento del sufragio femenino en Estados Unidos y se volvió a colorear en púrpura, blanco y verde.